# 纳戈贾纳哈利
纳戈贾纳哈利（Nagojanahalli），是印度泰米尔纳德邦Dharmapuri县的一个城镇。总人口8402（2001年）。

## 人口
该地2001年总人口8402人，其中男性4277人，女性4125人；0—6岁人口1003人，其中男534人，女469人；识字率59.91%，其中男性为70.31%，女性为49.14%。